# Instituto para os Assuntos Cívicos e Municipais
As câmaras e assembleias municipais de Macau foram abolidas a 1 de janeiro de 2002 e as suas respetivas funções foram transferidas para o Instituto para os Assuntos Cívicos e Municipais (IACM; chinês tradicional: 民政總署), em pouco mais de dois anos após Macau tornar-se uma região administrativa especial (RAE) da República Popular da China. Foram postas em prática durante a administração portuguesa no território. 
O IACM está subordinado à Secretaria para a Administração e Justiça. O atual presidente do conselho de administração é José Maria da Fonseca Tavares.

## História
Após a reunificação de Macau com a República Popular da China em 1999, estas estruturas foram mantidas provisoriamente em prática: a Câmara Municipal de Macau Provisória (臨時澳門市政執行委員會), a Câmara Municipal das Ilhas Provisória (臨時海島市政執行委員會) e a Assembleia Municipal de Macau Provisória (臨時市政議會) de cada município.
O brasão de armas da época da administração portuguesa com dois anjos como suportes heráldicos, foi alterado para um desenho mais simples de uma chave com duas aves como apoiantes.
A 31 de dezembro de 2001, todos os órgãos provisórios foram dissolvidos e a partir de 1 de janeiro de 2002, o novo Instituto para os Assuntos Cívicos e Municipais assumiu a função das câmaras municipais provisórias, ao abrigo da Secretaria para a Administração e Justiça do governo da Região Administrativa Especial de Macau.
O logótipo do IACM foi baseado no carácter chinês 民, que significa "civil".

## Divisões históricas
Cada concelho era administrado por uma câmara municipal e supervisionado por uma assembleia municipal.
Os dois concelhos de Macau na época da administração portuguesa eram:
|  | Concelho de Macau (澳門市; Yale: Oumùhn Síh; Pinyin: Àomén Shì)   | Esta divisão administrativa abrangia toda a Península de Macau. Também era conhecida como: Cidade do (Santo) Nome de Deus de Macau, Não Há Outra Mais Leal. |
|  | Concelho das Ilhas (海島市; Yale: Hóidóu Síh; Pinyin: Hǎidǎo Shì) | Esta divisão administrativa abrangia as ilhas da Taipa e Coloane.                                                                                           |